# Mikroconchoecia acuticosta
Mikroconchoecia acuticosta är en kräftdjursart som först beskrevs av G. W. Müller 1906.  Mikroconchoecia acuticosta ingår i släktet Mikroconchoecia och familjen Halocyprididae. Inga underarter finns listade i Catalogue of Life.